# エリック・ドルフィー

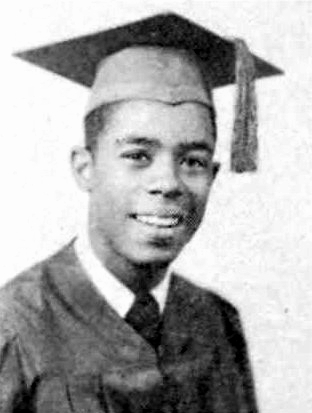
エリック・ドルフィー

エリック・ドルフィー（英語: Eric Allan Dolphy, Jr.、1928年6月20日 - 1964年6月29日 ）は、アメリカ合衆国のジャズ・ミュージシャン。マルチ・リード奏者として、卓越した技巧と特異なアドリブ・フレーズを持ち、それまで主にクラシック音楽界で使用されていたバス・クラリネットをジャズの独奏楽器として用い、後のジャズ奏者に多大な影響を与えた。
演奏にはおもにバス・クラリネット、アルト・サックス、フルートを用いたが、クラリネットやピッコロも演奏した。その独特な音楽観から、時にフリー・ジャズに分類されることもあるが、基本的には音楽理論に則りアドリブを展開していくスタイルである。

## 略歴
1928年、ロサンゼルスに生まれる。ジュニア・ハイスクール時代より音楽に親しみ、クラリネットに始まり、アルト・サックスを演奏するようになる。大学では音楽学を専攻する。48～49年にかけて、ロイ・ポーター楽団に所属、さらに50～52年にかけてのアーミー・バンド時代を経て、ジェラルド・ウィルソン、バディ・コレットらのバンドに加わり全米各地を演奏旅行した。
1958年、チコ・ハミルトン楽団に参加。その後1959年12月、チャールズ・ミンガス楽団に加わる。同時にソロ活動も開始した。
1961年にトランペット奏者ブッカー・リトルとの双頭コンボを組むも、同年10月のリトルの急逝で頓挫。1961年～62年まで、ジョン・コルトレーンのグループで活動し、1963年にはギル・エヴァンス・オーケストラに参加、1964年には再びミンガス楽団に加わった。
同年夏、ミンガス楽団のヨーロッパツアーに参加中、糖尿病による心臓発作のため、西ベルリンにおいて客死。享年36歳であった。遺品のバスクラリネットとフルートは、ドルフィーの両親からジョン・コルトレーンに贈られた。

## ディスコグラフィ

### 存命中の作品
- 『惑星』 →（改題）『アウトワード・バウンド』 - Outward Bound（1960年4月録音）(New Jazz/Prestige) 1960年
- 『キャリベ』 -  Caribé（1960年8月録音） with The Latin Jazz Quintet (New Jazz/Prestige) 1961年 ※ラテン・ジャズ・クインテットとの連名。
- 『アウト・ゼア』 - Out There（1960年8月録音）(New Jazz/Prestige) 1961年
- 『ファー・クライ』 - Far Cry（1960年12月録音）(New Jazz/Prestige) 1962年
- 『アット・ザ・ファイブ・スポットVol.1』 - At the Five Spot, Vol. 1（1961年7月録音）(New Jazz/Prestige) 1964年（ライヴ）
- 『アット・ザ・ファイブ・スポットVol.2』 - At the Five Spot|At the Five Spot, Vol. 2（1961年7月録音）(Prestige) 1964年（ライヴ）
- 『イン・ヨーロッパ Vol.1』 - Eric Dolphy in Europe, Vol. 1（1961年9月録音）(Prestige) 1964年（ライヴ）
- 『カンヴァセイションズ』 - Conversations（1963年7月録音）(FM) 1963年。
のち（改題・再発）
- 『エリック・ドルフィー・メモリアル・アルバム』 - The Eric Dolphy Memorial Album (Vee Jay) 1969年。

### 没後発表作品
- 『アウト・トゥ・ランチ』 - Out to Lunch!（1964年2月録音）(Blue Note) 1964年8月[2]
- 『ラスト・デイト』 - Last Date（1964年6月録音）(Fontana/Limelight) 1964年（ヒルフェルスムにおけるラジオ番組のための事前収録）
- ブッカー・リトルと共同名義, 『メモリアル・アルバム』 - Memorial Album Recorded Live At the Five Spot（1961年7月録音）(Prestige) 1964年
- 『イン・ヨーロッパ Vol.2』 - Eric Dolphy in Europe, Vol. 2（1961年9月録音）(Prestige) 1965年
- 『イン・ヨーロッパ Vol.3』 - Eric Dolphy in Europe, Vol. 3（1961年9月録音）(Prestige) 1965年
- 『ヒア・アンド・ゼア』 - Here and There（1960年4月～1961年9月録音）(Prestige) 1966年（未発表作品コンピレーション）
- 『アイアン・マン』 - Iron Man（1963年7月録音）(Douglas/Epic) 1968年
- 『コペンハーゲン・コンサート』 - Copenhagen Concert（1961年9月録音）(Prestige) 1973年（イン・ヨーロッパ Vol.1 と同 Vol.3 をカップリング）
- ロン・カーターと共同名義, 『マジック』 - Magic (Prestige) 1975年（ファー・クライとロン・カーターのアルバムをカップリング）
- 『ジターバグ・ワルツ』 - Jitterbug Waltz（1963年7月録音）(Douglas) 1976年（カンヴァセイションズとアイアン・マンを併せたコンピレーション）
- 『ステイタス』 - Status（1960年4月～1961年9月録音）(Prestige) 1977年（コンピレーション）
- 『ファイアー・ワルツ』 - Fire Waltz（1960年6月、1961年7月録音）(Prestige) 1978年（客演したふたつのアルバムをカップリング）
- 『ベルリン・コンサーツ』 - Berlin Concerts（1961年8月録音）(Inner City/enja) 1978年
- 1961（1961年12月録音）(Jazz Connoisseur) 1970年代後期。（ミュンヘンにおけるライヴ）
のち（改題・再発）Quartet 1961 (Musidisc) 1981年。
のち（改題・再発）Softly, As In A Morning Sunrise (Natasha Imports) 1992年。
- 『ストックホルム・セッションズ』 - Stockholm Sessions（1961年9月、11月録音）(enja) 1981年（テレビ番組のための収録）
- 『ダッシュ・ワン』 - Dash One（1960年4月～1961年7月録音）(Prestige) 1982年（未発表作品コンピレーション）
- 『ヴィンテージ・ドルフィー』 - Vintage Dolphy（1962年3月、1962年4月、1964年3月録音）(GM Recordings/enja) 1986年
- 『アザー・アスペクツ』 - Other Aspects（1960年7月～1964年3月録音）(Blue Note) 1987年（未発表作品コンピレーション）
- 『ネイマ』 - Naima（1960年11月、1964年6月録音）(Jazzway) 1987年。（1964年のORTFラジオ番組のための収録に、1960年のニューヨーク録音 1曲を加えたもの。タイトル曲はジョン・コルトレーン作曲。）
のち（CD化）Naima（1964年6月録音）(West Wind) 1991年。（ORTFラジオ番組収録のみ。曲目もLP版とは異なる。）
  - Unrealized Tapes（1964年6月録音）(West Wind) 1988年。（ORTFラジオ番組のための収録。ネイマのLP版と共通する曲目が収録。）
のち（改題）『ラスト・レコーディングス』 - Last Recordings (West Wind/DIW) 1988年。
- 『キャンディド・ドルフィー』 - Candid Dolphy（1960年10月～11月、1961年2月～4月録音）(Candid) 1989年（チャールズ・ミンガスのリーダーセッション音源のコンピレーション）
- 『ライヴ・イン・ニューヨーク』 -  Live In New York（1962年10月録音）(Stash) 1990年（ライヴ。ハービー・ハンコックが参加。）
- 『コンプリート・ウプサラ・コンサート』 - The Complete Uppsala Concert（1961年9月録音）(Jazz Door) 1993年。（ウプサラにおけるライヴ。CD 2枚組。）
のち（再発）(Gambit) 2005年。（CD 2枚組）
- 『ホット＆クール・ラテン』 - Hot & Cool Latin（1958年5月、1960年～1961年録音）(Blue Moon) 1996年（チコ・ハミルトン・カルテット所属時期の最後のライヴとラテンジャズ・カルテットとの共演のカップリング）
- 『伝説のイリノイ・コンサート』 - The Illinois Concert（1963年3月録音）(Blue Note) 1999年（イリノイ大学アーバナ・シャンペーン校におけるライヴ。ハービー・ハンコックが参加。）
- チャールズ・ミンガス・ゼクステットと共同名義, 『コーネル1964』 - Charles Mingus Sextet with Eric Dolphy Cornell 1964（1964年3月録音）(Blue Note) 2007年（コーネル大学におけるライヴ。CD 2枚組。）
- 『コンプリート・ラスト・レコーディングス：ヒルフェルスム＆パリ1964』 - The Complete Last Recordings: In Hilversum & Paris 1964（1964年5月、6月録音）(Domino) 2010年（CD 2枚組。非公式コンピレーション。）
- 『ミュージカル・プロフェット：ジ・エクスパンデッド・1963 ニューヨーク・スタジオ・セッションズ』 - Musical Prophet: The Expanded 1963 New York Studio Sessions (Resonance) 2018年（カンヴァセイションズ、アイアン・マンと未発表音源。CD 3枚組。）

### サイドマン作品
- チャールズ・ミンガス
  - 『プリ・バード』 - Pre Bird（1960年録音）(Mercury) 1961年
のち（改題）ミンガスの再訪 - Mingus Revisited (Mercury) 1965年
  - 『ミンガス・アット・アンティーブ』 - Mingus at Antibes（1960年録音）(Atlantic) 1976年
  - 『ミンガス・プレゼンツ・ミンガス』 - Charles Mingus Presents Charles Mingus（1960年録音）(Candid) 1961年
  - 『ミンガス』 - Mingus（1960年録音）(Candid) 1961年
  - 『タウン・ホール・コンサート』 - Town Hall Concert（1962年録音）(United Artists) 1964年 
のち The Complete Town Hall Concert（1962年録音）(Blue Note) 1994年
  - 『5（ファイヴ）ミンガス』 - Mingus Mingus Mingus Mingus Mingus（1963年録音）(Impulse!) 1963年
  - 『タウン・ホール・コンサート』 - Town Hall Concert（1964年録音）(Jazz Workshop) 1964年
  - Revenge!（1964年録音）(Revenge) 1996年
  - 『ザ・グレート・コンサート・オブ・チャールズ・ミンガス』 - The Great Concert of Charles Mingus（1964年録音）(America) 1964年
  - 『ミンガス・イン・ヨーロッパ Vol.1』 - Mingus in Europe Volume I（1964年録音）(Enja) 1988年
  - 『ミンガス・イン・ヨーロッパ Vol.2』 - Mingus in Europe Volume II（1964年録音）(Enja) 1988年
- ジョン・コルトレーン
  - 『オーレ!コルトレーン』（1961年）
  - 『ライヴ・アット・ザ・ヴィレッジ・ヴァンガード』（1962年）
- オーネット・コールマン - 『フリー・ジャズ（Free Jazz: A Collective Improvisation）』[3]（1961年）
- オリヴァー・ネルソン - 『ブルースの真実[4]（The Blues and the Abstract Truth）』（1961年）
- ジョージ・ラッセル - 『エズゼティックス (Ezz-thetics) 』（1961年）
- マル・ウォルドロン  - 『ザ・クエスト (The Quest) 』（1962年）
- フレディ・ハバード - 『ザ・ボディ・アンド・ザ・ソウル（The Body & the Soul）』（1964年）
- ギル・エヴァンス - 『ギル・エヴァンスの個性と発展 (The Individualism of Gil Evans) 』（1964年）
- アンドリュー・ヒル - 『ポイント・オブ・ディパーチャー[5]（Point of Departure）』（1965年）